# لیونل ری
لیونل ری (به فرانسوی: Lionel Ray) شاعر و مقاله‌نویس قرن بیستم میلادی اهل فرانسه است.